# Jimmy Mackay
James Birrell Mackay (1943. december 19.  – 1998. december 11.) skót születésű ausztrál válogatott labdarúgó.

## Pályafutása

### Klubcsapatokban
Skóciában született. Pályafutását 1964-ben az Airdrieonians FC együttesénél kezdte, ahol egy évig játszott. 1965-ben Ausztráliába emigrált és a későbbi pályafutását ott töltötte. Játszott többek között a Melbourne Croatia, a Hakoah Eastern Suburbs, és a South Melbourne Hellas csapataiban.    

### A válogatottban
1970 és 1975 között 52 alkalommal szerepelt az ausztrál válogatottban és 5 gólt szerzett. 1973-ban az ő góljával győzték le Dél-Koreát világbajnoki selejtezőn, amivel Ausztrália története során először kijutott a világbajnokságra. Részt vett az 1974-es világbajnokságon, ahol az ausztrálok három csoportmérkőzését – az NDK, az NSZK és Chile ellen is végigjátszotta.

## Halála
1998-ban, 54 éves korában hunyt el szívinfarktusban.